# Cornelis van Haarlem
Cornelis Corneliszoon van Haarlem (Haarlem 1562 - Haarlem, 11 de novembro de 1638) foi um pintor holandês, um dos líderes do Maneirismo do norte da Europa.

## Biografia

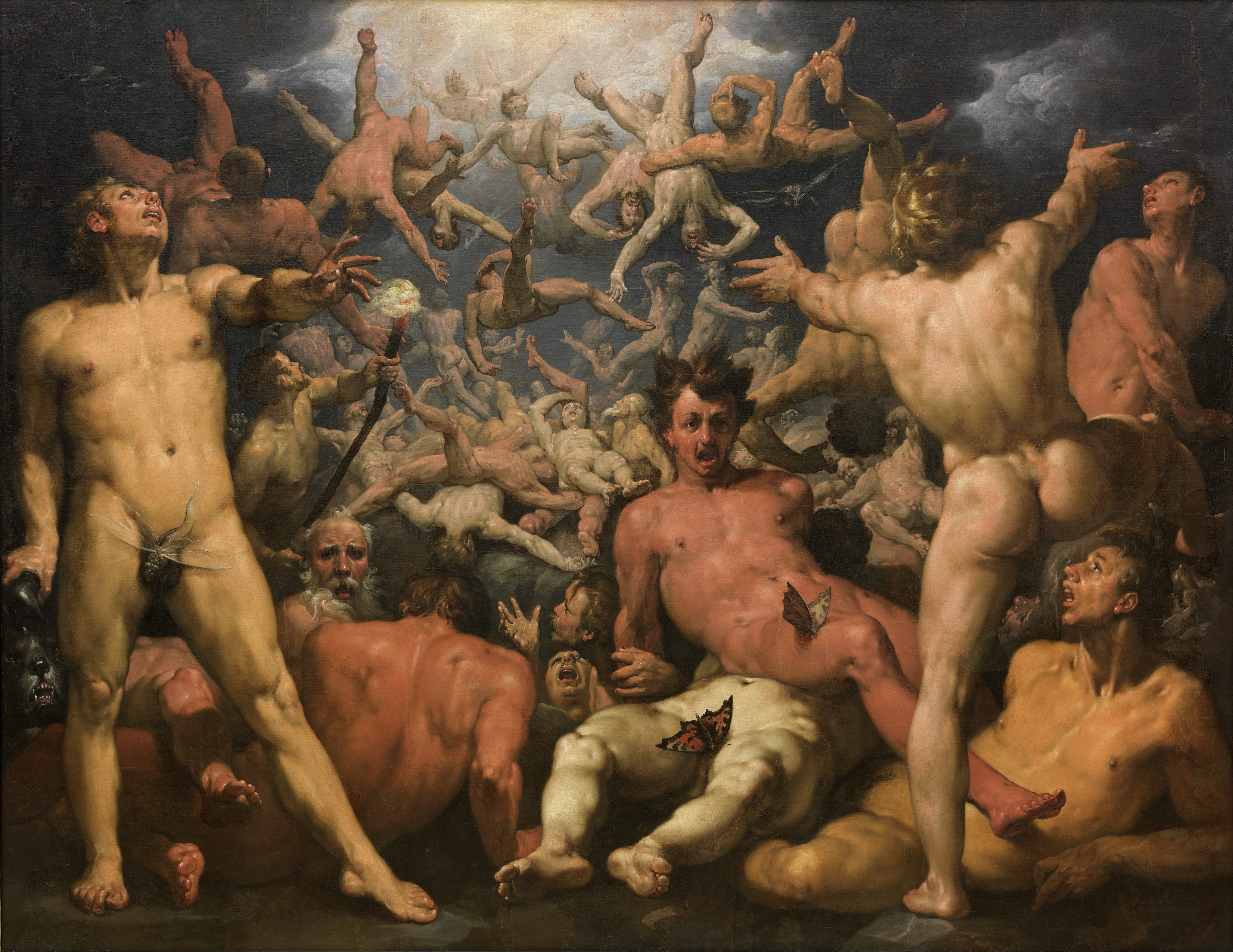
A queda dos Titãs, 1588. Museu Nacional de Arte da Dinamarca

Foi membro da escola maneirista de Haarlem, e recebeu suas primeiras aulas de Pieter Pietersz, aperfeiçoando-se mais tarde em Antuérpia, França e Bélgica. Sua primeira encomenda oficial ocorreu em 1583, quando a municipalidade de Haarlem solicitou uma cena mostrando o Banquete da Guarda Civil, tornando-se então pintor da cidade e recebendo muitas outras encomendas. Também participou na reorganiação da Guilda de São Lucas em sua cidade.
Suas primeiras obras tinham uma feição italianista muito estilizada, mas depois evoluiu em direção a um maior naturalismo. Deixou trabalhos nos gêneros mitológico, bíblico, e foi uma importante referência para Frans Hals na retratística.